# Tongnimmun állomás
Tongnimmun (Dongnimmun) állomás a szöuli metró 3-as vonalának állomása Szöul Szodemun-ku (Seodaemun-gu) kerületében. Nevét a közeli Függetlenség-kapuról kapta.

## Viszonylatok
| 3-as vonal                            | 3-as vonal | 3-as vonal                                     |
| ------------------------------------- | ---------- | ---------------------------------------------- |
| Muakcse (Muakjae) Tehva (Daehwa) felé | fő vonal   | Kjongbokkung (Gyeongbokgung) Ogum (Ogeum) felé |